# Jorge Núñez Piris
Jorge Núñez Piris (18 giugno 1972) è un ex atleta paralimpico spagnolo ipovedente.

## Biografia
Ha partecipato a due edizioni dei Giochi paralimpici estivi, gareggiando nei 100 metri piani, nei 200 metri piani e nella staffetta 4×100 metri. Durante le Paralimpiadi di Barcellona 1992 ha conquistato la medaglia d'oro nella staffetta, risultato che ha poi ottenuto anche alle Paralimpiadi di Atlanta 1996.
Nelle gare di velocità individuale cui ha preso parte, non è entrato in finale a Barcellona, invece ad Atlanta ha guadagnato una medaglia di bronzo nei 200 metri piani.

## Palmarès
| Anno | Manifestazione     | Sede       | Evento          | Risultato | Prestazione | Note  |
| ---- | ------------------ | ---------- | --------------- | --------- | ----------- | ----- |
| 1992 | Giochi paralimpici | Barcellona | 4×100 m B1-B3   | Oro       | 38"13       | [ 2 ] |
| 1996 | Giochi paralimpici | Atlanta    | 100 m piani T11 | Bronzo    | 11"51       |       |
| 1996 | Giochi paralimpici | Atlanta    | 4×100 m T10-T12 | Oro       | 42"36       | [ 3 ] |

## Onorificenze
- 2006 - Medaglia di bronzo dell'Ordine reale del merito sportivo.[4]